# اتنبرا ۲۰۴۰۳
سیارک ۲۰۴۰۳ (به انگلیسی: 20403 Attenborough، نامگذاری:1998OW11) بیست هزار و چهارصد و سومین سیارک کشف شده‌است که در ۲۲ ژوئیه ۱۹۹۸ کشف شد.
قدر مطلق سیارک برابر ۱۸.۶ است.